# ФК Висла Плоцк
ФК Висла Плоцк је пољски фудбалски клуб из Плоцка, који се тренутно такмичи у Првој лиги Пољске. Клуб је основан 1947. године под именом Електричар Плоцк. Од тада је мењао име неколико пута. Седам сезона је играо у Првој лиги из које је испао у сезони 2006/07. У највиши ранг се вратио у сезони 2016/2017.

## Хронологија имена клуба
- 1947 : основан као Електричар Плоцк
- 1950 : преименован у ZS Ogniwo Плоцк
- 1955 : преименован у ZS Спарта Плоцк
- 1955 : преименован у PKS Висла Плоцк
- 1963 : мења име у ZKS Висла Плоцк
- 1992 : мења име у ZKS Петрохемија Плоцк
- 1999 : мења име у ZKS Петро Плоцк
- 2000 : мења име у ZKS Orlen Плоцк
- 2002 : узима данашње име ZKS Висла Плоцк

## Успеси
- Прва лига: 4. место 2005.
- Куп: 2006. победник
- Суперкуп: 2006. победник

## Висла Плоцк у европским такмичењима
| Сезона  | Такмичење | Коло        | Држава     | Тим              | Резултат |
| ------- | --------- | ----------- | ---------- | ---------------- | -------- |
| 2003/04 | УЕФА куп  | 2. коло кв  | Летонија   | Вентспилс        | 1:1, 2:2 |
| 2005/06 | УЕФА куп  | 2. коло кв. | Швајцарска | Грасхоперс       | 0:1, 3:2 |
| 2006/07 | УЕФА куп  | 2. коло кв. | Украјина   | Черноморец Одеса | 0:0, 1:1 |

## Састав тима
| Бр. |           | Позиција | Играч                |
| --- | --------- | -------- | -------------------- |
|     | Пољска    | Г        | Артур Мелон          |
|     | Црна Гора | Н        | Жарко Килибарда      |
|     | Пољска    | С        | Рафал Ласоцки        |
|     | Црна Гора | С        | Никола Михаиловић    |
|     | Пољска    | С        | Бартоломеј Сјелевски |
|     | Пољска    | О        | Камил Мајковски      |
|     | Пољска    | С        | Иринеж Ковалски      |
|     | Пољска    | С        | Томас Груђен         |
|     | Србија    | Н        | Марјан Југовић       |
|     | Пољска    | О        | Карол Грегорек       |
|     | Пољска    | О        | Матеус Житко         |
|     | Пољска    | Г        | Роберт Губец         |